# Eustala itapocuensis
Eustala itapocuensis är en spindelart som beskrevs av Embrik Strand 1916. Eustala itapocuensis ingår i släktet Eustala och familjen hjulspindlar. Inga underarter finns listade i Catalogue of Life.